# 도타 2
도타 2(영어: Dota 2)는 워크래프트 III: 레인 오브 카오스와 워크래프트 III: 프로즌 쓰론의 유즈맵 디펜스 오브 더 에인션츠(Defense of the Ancients)의 독립적인 속편이다. 밸브 코퍼레이션에서 제작하는 MOBA 게임이며, 워크래프트 3의 유즈맵인 DotA Allstars의 제작자중 1명인 IceFrog와 디펜스 오브 더 에인션츠의 제작자인 Eul이 개발중이다. 베타테스트는 2013년 7월 10일부로 완료되었으며, 한국에서는 넥슨이 퍼블리싱하며 2013년 7월 11일부로 클로즈 베타 테스트가 진행되었으며, 동년 10월 25일에 정식 오픈하였다.

## 설명
도타 2는 밸브가 2013년에 출시한 MOBA(Multiplayer Online Battle Arena) 비디오 게임이다. 이 게임은 블리자드 엔터테인먼트의 워크래프트 III: 레인 오브 카오스를 위해 커뮤니티가 제작한 모드인 디펜스 오브 디 에인션츠(DotA)의 속편이다. 도타 2는 5명의 플레이어로 구성된 두 팀 간의 경기에서 진행되며, 각 팀은 지도에서 별도의 기지를 점령하고 방어한다. 10명의 플레이어는 각자 독특한 능력과 다양한 플레이 스타일을 지닌 "영웅"이라는 강력한 캐릭터를 독립적으로 제어한다. 경기 중에 플레이어는 플레이어 대 플레이어 전투에서 상대 팀의 영웅을 물리치기 위해 영웅의 경험치와 아이템을 수집한다. 팀은 기지 내에 있는 대형 구조물인 상대 팀의 "Ancient"를 가장 먼저 파괴하면 승리한다.
도타 2의 개발은 2009년에 디펜스 오브 디 에인션츠의 수석 디자이너인 아이스프로그(IceFrog)가 소스(Source) 게임 엔진에서 현대화된 리메이크를 디자인하기 위해 밸브에 고용되면서 시작되었다. 2년 전에 시작된 윈도우 전용 오픈 베타 단계에 이어 2013년 7월 디지털 배포 플랫폼인 스팀을 통해 윈도우, OS X, 리눅스용으로 출시되었다. 이 게임은 영웅이나 기타 게임플레이 요소를 구매하거나 잠금 해제할 필요 없이 완전히 무료로 플레이할 수 있다. 이를 유지하기 위해 밸브는 전리품 상자를 판매하고 영웅 화장품 및 오디오 교체 팩과 같이 게임 플레이가 아닌 가상 상품을 대가로 제공하는 도타 플러스(Dota Plus)라는 배틀 패스 구독 시스템을 판매하여 게임을 서비스로 지원한다. 이 게임은 2015년에 소스 2 엔진으로 포팅되어 이를 사용한 최초의 게임이 되었다.
도타 2에는 전 세계의 팀이 다양한 프로 리그와 토너먼트에 참여하는 대규모 e스포츠 장면이 있다. 밸브는 매년 개최되는 게임 최고의 토너먼트인 디 인터내셔널(The International)에 직접 초대받기 위한 자격 포인트를 수여하는 일련의 토너먼트인 도타 프로 서킷(Dota Pro Circuit)을 조직한다. 국제 대회는 크라우드 펀딩 상금 시스템을 갖추고 있으며 그 금액은 미화 4천만 달러 이상에 달해 도타 2를 가장 수익성이 높은 e스포츠로 만들었다. 대부분의 토너먼트에 대한 언론 보도는 전통적인 스포츠 이벤트와 유사하게 진행 중인 경기에 대한 논평과 분석을 제공하는 엄선된 현장 직원에 의해 이루어진다. 경기장과 경기장에서 청중을 대상으로 라이브로 공연하는 것 외에도 방송은 인터넷을 통해 스트리밍되고 때로는 텔레비전을 통해 동시 방송되어 수백만 명의 시청률을 기록한다.
가파른 학습 곡선과 전체적인 복잡성에 대한 비판에도 불구하고 도타 2는 보람 있는 게임 플레이, 제작 품질, 전작에 대한 충실성으로 칭찬을 받았으며 많은 사람들이 도타 2를 역사상 가장 위대한 비디오 게임 중 하나로 간주했다. 이 게임은 출시 이후 스팀에서 가장 많이 플레이된 게임 중 하나로, 최고 동시 플레이어 수는 백만 명이 넘었다. 게임의 인기로 인해 만화책과 애니메이션 시리즈를 포함한 상품 및 미디어 각색은 물론 다른 게임 및 미디어와의 홍보 연계도 이루어졌다. 이 게임을 통해 커뮤니티는 자신만의 게임 모드, 지도, 장식 아이템을 만들어 스팀 창작마당에 업로드할 수 있다. 두 개의 스핀오프 게임인 아티팩트(Artifact)와 도타 언더로즈(Dota Underlords)가 밸브에서 출시되었다. 도타 2는 기계 학습 실험에 사용되었으며 오픈AI 파이브(OpenAI Five)라는 봇 팀이 프로 선수를 물리칠 수 있는 능력을 보여주었다.

## 게임 방식
도타 2는 총 10명의 플레이어가 참여 가능하며, 레디언트(하단 좌측)와 다이어(상단 우측)의 팀으로 5명씩 나뉘게 된다. 게임이 시작하기 전 자신이 조종할 영웅을 총 120명의 영웅 중 고르게 되고 모든 영웅은 자기만의 개성이 넘치는 기술을 가지고 있다. 모든 영웅의 주 특성은 힘, 민첩, 지능으로 나뉜다. 힘 영웅은 체력이 많고 튼튼한 캐릭터가 많음으로 초보자에게 추천할 만 하다. 민첩 영웅은 튼튼하진 못하지만 후반으로 넘어가면 넘어갈 수록 공격력과 공격속도가 올라가면서 게임을 좌지우지할 정도로 강해진다. 지능 영웅은 일반적으로 초반부터 중반까지 강력한 기술로 상대방을 견제 및 사살 할 수 있지만, 후반으로 넘어갈수록 약해진다. 게임의 목적은 상대방 진영의 고대의 요새를 파괴시키는 것이다. 이는 주로 적 진영으로 이어지는 3개의 길을 지키는 포탑을 파괴해야 가능하다. 양쪽 진영은 규칙적으로 영웅들을 도와줄 '크립'을 소환한다.

## 평가
| 평가 |        |
| --- | ------ |
| 통합 점수 통합사 점수 메타크리틱 90/100 [ 1 ] 평론 점수 평론사 점수 디스트럭토이드 9.5/10 [ 2 ] 에지 9/10 [ 3 ] 유로게이머 9/10 [ 4 ] 게임 인포머 9/10 [ 5 ] 게임스팟 9/10 [ 6 ] IGN 9.4/10 [ 7 ] PC 게이머 (US) 90/100 [ 8 ] VideoGamer.com 9/10 [ 9 ] |        |
| 통합 점수 |        |
| 통합사 | 점수   |
| 메타크리틱 | 90/100 |
| 평론 점수 |        |
| 평론사 | 점수   |
| 디스트럭토이드 | 9.5/10 |
| 에지 | 9/10   |
| 유로게이머 | 9/10   |
| 게임 인포머 | 9/10   |
| 게임스팟 | 9/10   |
| IGN | 9.4/10 |
| PC 게이머 (US) | 90/100 |
| VideoGamer.com | 9/10   |